# Lomtjärnen (Hanebo socken, Hälsingland)
Lomtjärnen är en sjö i Bollnäs kommun i Hälsingland och ingår i Ljusnans huvudavrinningsområde.